# FS D445 sorozat
Az FS D445 sorozat egy olasz B'B' tengelyelrendezésű dízelmozdony-sorozat. Az FS üzemelteti. Összesen 150 db-ot gyártott belőle a FIAT 1974 és 1988 között.